# أورلان-10
أورلان-10 (الروسية: Орлан-10) طائرة مسيرة متوسطة المدى متعددة المهام طورتها الشركة الروسية سبيشال تيكنولوجي سنتر المحدودة والتي يقع مقرها في مدينة سانت بطرسبورغ، هذه الطائرة تخدم حاليا في وزارة الدفاع لروسيا الاتحادية.

تطوير الطائرة أورلان-10 بدأ في 2010 وكانت وحدة الطائرات المسيرة في القاعدة الروسية في جمهوريه أرمينيا أول من استلم هذه الدرون وادمجها في الخدمة في أكتوبر 2015 من اجل القيام بمهام الاستطلاع الجوي في المناطق الجبلية الشاهقة.

في مارس 2016 استلمت المنطقة الشرقية للجيش الروسي والتي يقع مقرها في سخالين قرابه 5 طائرات أورلان-10.

كما خدمت الطائرة ضمن أسطول البحر الأسود الروسي.

## المهام
صُممت الطائرة أورلان-10 للقيام بطيف واسع من المهمات ومن ضمنها: الاستطلاع الجوي، المراقبة، المتابعة، البحث والإنقاذ، التدريب القتالي، التشويش، كشفت الإشارات الراديوية، تتبع الأهداف.

يمكن للطائرة أورلان-10 القيام بالمهام المختلفه عن طريق نوعين من طرق التحكم:
- اما عن طريق التحكم الذاتي: ويتم ذلك ببرمجه الطيار الالي الموجود على الطائرة.

- أو عن الطريق التحكم عن بعد: حيث يقوم المشغل الأرضي بتحديد مسار الطيران واجراء التعديلات عليه اثناء المهمة، ويتم التحكم عن طريق عربة منظومة السيطرة الارضية المبنيه على عربه القيادة وتستطيع منظومة السيطرة الارضية من التحكم ب 4 طائرات أورلان-10 في نفس الوقت.

## المكونات
منظومة الطائرة المسيرة أورلان-10 تتكون من مركبة جوية مسيرة، أنظمة اطلاق واستعادة، منظومة سيطرة ارضية، حمولات قابله للتبديل (تختلف بأختلاف المهام الموكلة للطائرة).

يمكن للطائرة أورلان-10 أن تحمل كاميرا خفيفه للتصوير النهاري، كاميرا تصوير حراري، كاميرا فديويه، باعث راديوي، بود كاميرا متوازن بالجايروسكوب اسفل بدن الطائرة.

هذه المجموعة من الكاميرات يمكن ان توفر صور استخباراتية، خرائط ثلاثيه الابعاد، توفر امكانيه المراقبة والاستطلاع الجوي للاهداف الارضية.

جميع الصور والفديوهات والمعلومات التي يتم التقاطها بواسطه كاميرات الطائرة أورلان-10 يتم تجميعها وارسالها إلى منظومه السيطرة الارضية بنفس الوقت عن طريق وصلة معلومات (داتا لينك).

يمكن للطائرة أورلان-10 إرسال المعلومات بمدى يتراوح بين 120-600 كيلومتر من منصة الإقلاع.

## التصميم
الطائرة المسيرة أورلان-10 تتميز بتصميم طوري مع جناحين مرتفعين، اما الذيل فيتكون من زعنفه ذيليه عموديه لاغراض التوازن مع زعنفتين افقيتين.

تقلع الطائرة أورلان-10 بواسطة منجنيق قابل للطي ويتم استعادتها بواسطة مظلة (باراشوت).

تستطيع الطائرة أورلان-10 بتصميمها الطوري ان تحمل عددا من الحمولات التي يمكن استبدالها مما يسمح للدرون بالقيام بطيف واسع من المهمات المختلفه بشكل مرن.

## المواصفات

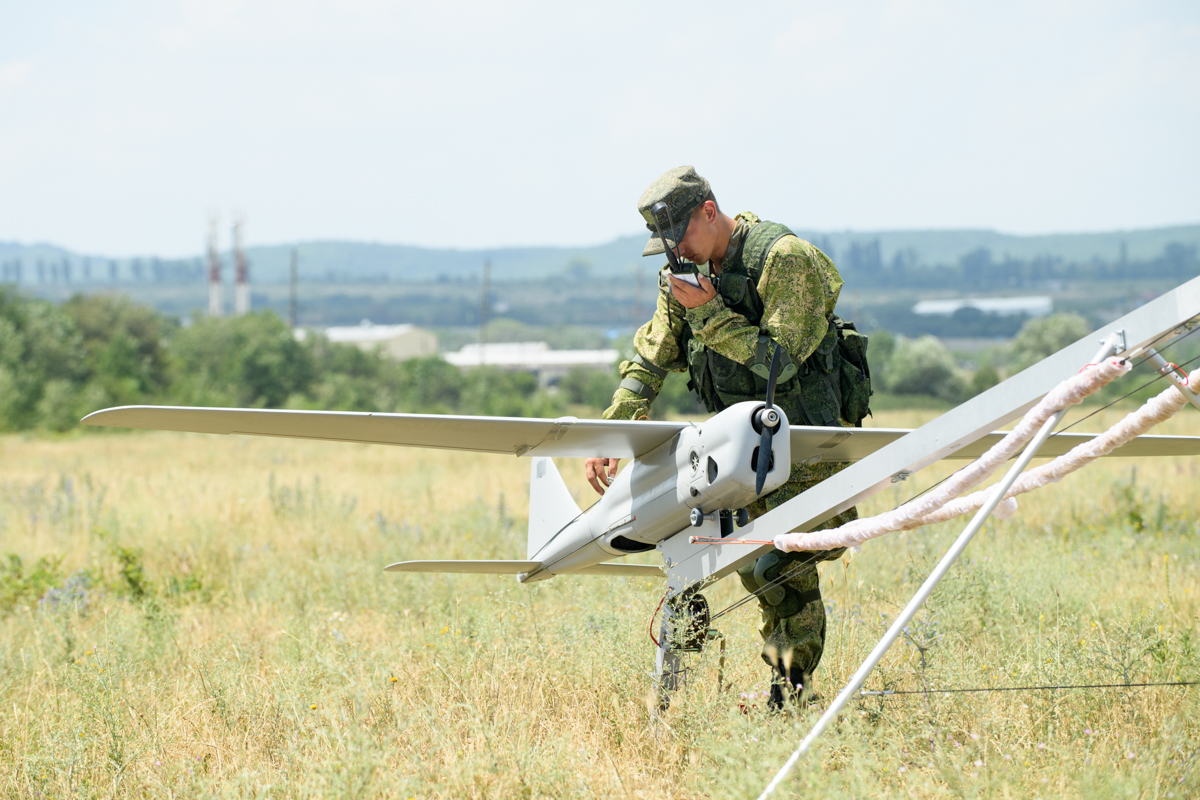

- المحرك:محرك احتراق داخلي مزود بمروحة ذات شفرتين منصوبه في انف الطائرة.
- الوزن الصافي: 12.5 كيلوغرام
- الوزن محملة: 16.5 كيلوغرام
- المدى: 300 كيلومتر (للنسخة التصديرية)و600 كيلومتر (للنسخة الروسية)
- السرعة: 110 كيلومتر/الساعة أثناء أعمال الدورية مع سرعة قصوى 150 كيلومتر / الساعة
- مدى التحمل: تستطيع الطائرة التحليق ل 18 ساعة
- ارتفاع الطيران: 5 كيلومتر

## النسخة التصديرية
أورلان-10إي: تم عرضها لأول مره في المعرض الدولي للطيران والفضاء (فايدي) بنسخته ال 19 والتي عقدت في مارس 2016.

في يونيو 2016 أعلنت روسبورن اكسبورت عن خططها لترويج النسخة التصديرية للزبائن الأجانب.

تتمتع هذه النسخة بمدى تحمل يبلغ 10 ساعات طيران مع قدرة على تبادل المعلومات مع المحطة الارضية إلى مدى 100 كيلومتر.

## النزاعات التي شاركت فيها
- الحرب في دونباس ( شرق اوكرانيا).

- الحرب الاهلية السورية.

- الحرب في ليبيا.

## المستخدمون
- روسيا الاتحادية
- ميانمار[8]